# Islam in Österreich

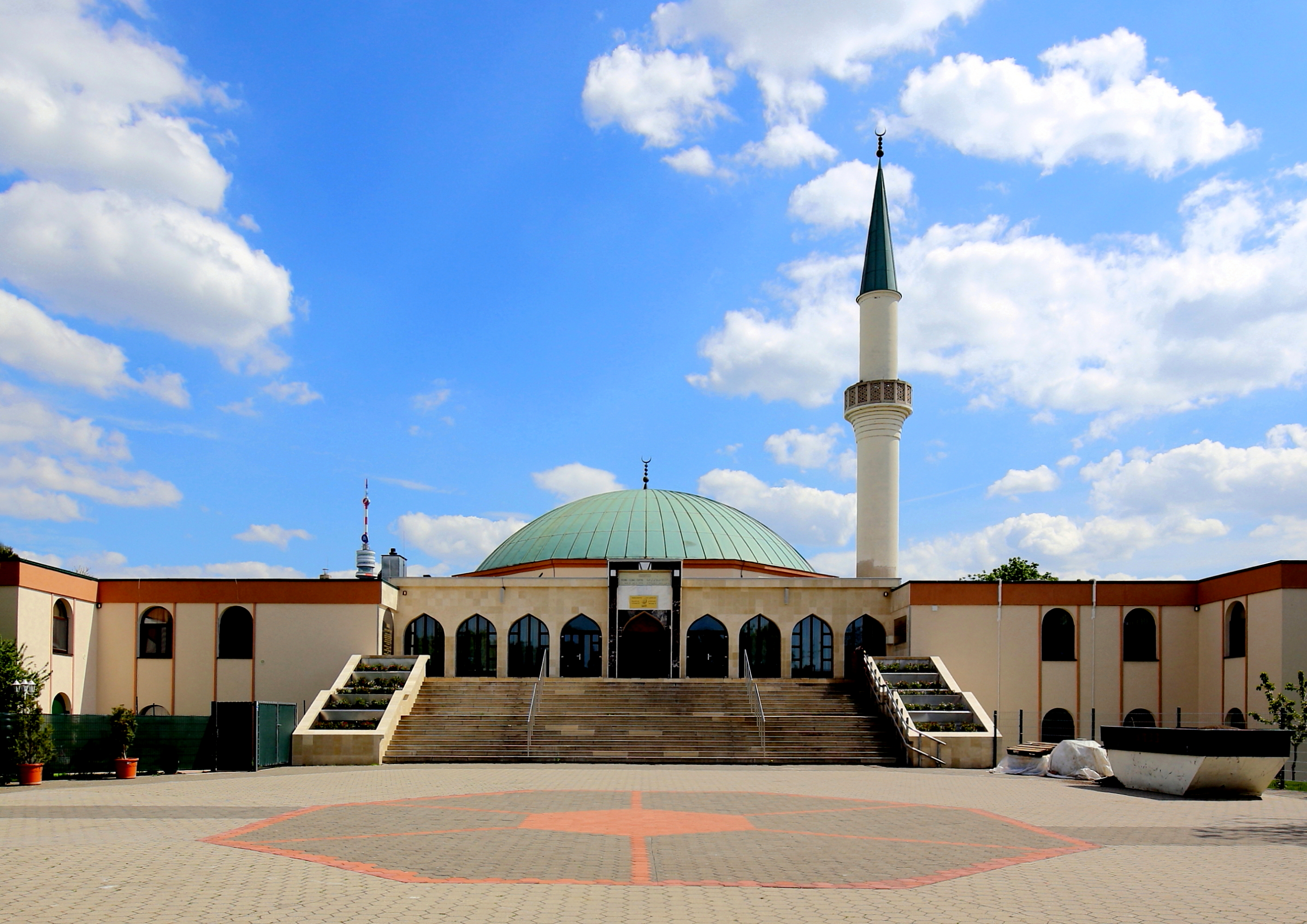
Islamisches Zentrum Wien

Die Situation des Islams in Österreich ist insofern in Mitteleuropa einzigartig, als er den Status einer Körperschaft des öffentlichen Rechts genießt und schon 1912 als Religionsgesellschaft anerkannt wurde.

## Geschichte der Muslime in Österreich

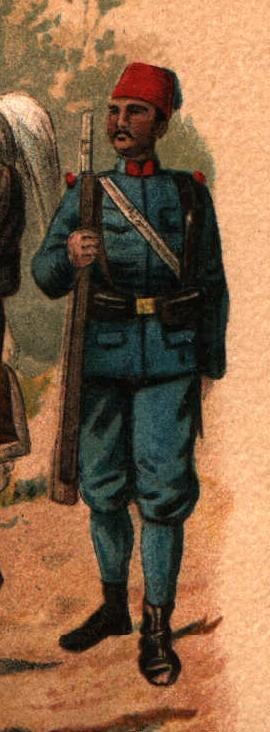
Bosnisch-hercegovinischer Infanterist der Gemeinsamen Armee 1897

### Vorgeschichte
Arabischen Angaben zufolge sollen im Zuge der ungarischen Landnahme bereits im 10. Jahrhundert wolgabulgarische und baschkirische Muslime ins Burgenland gekommen sein. Im 11. und 12. Jahrhundert siedelte Ungarn im Burgenland als Grenzwächter des Gyepűsystems auch Petschenegen an, unter denen sich eine muslimische Minderheit befand. Heute ist Burgenland das Bundesland mit dem geringsten muslimischen Bevölkerungsanteil.
Die ersten Muslime erreichten das übrige Österreich ab 1469. Türkische und bosnische Akıncı überfielen und plünderten als Vorhut der osmanischen Armee fast jährlich Orte in Ober- und Niederösterreich, der Steiermark, Kärnten und Krain – auch nach der angeblichen Schlacht bei Villach. Gegen die türkischen Osmanen verbündeten sich die Habsburger mit den persischen Safawiden. Mit den osmanischen Niederlagen vor Wien 1529 und schließlich 1683 scheiterte die Eroberung Österreichs, und die von osmanischen Belagerern voreilig geplante Verteilung der besten österreichischen Ländereien und Lehen wurde hinfällig.

### In der k.u.k.-Monarchie
Nach dem ungünstigen Frieden von Belgrad mit dem Osmanischen Reich (1739) hatte Österreich zwischenzeitlich ein Bündnis mit den Osmanen und der polnisch-litauischen Konföderation von Bar gegen Russland geschlossen (1770), dann aber mit Russland an einem erneuten Krieg gegen die Osmanen teilgenommen. Nach dem Frieden von Sistowa (1791) stieg Österreich endgültig aus den Türkenkriegen aus. Dass die kulturelle und wirtschaftliche Verbindung zum Osmanischen Reich auch nach Österreichs Ausstieg aus den Türkenkriegen nicht abriss, ist nicht zuletzt ein Verdienst der sefardischen Juden Wiens. Zudem hatten Österreich und das Osmanische Reich weiterhin eine gemeinsame Grenze, die auf österreichischer Seite durch ein ausgedehntes militärisches Sperrgebiet gesichert wurde, über die aber auch ein reger Grenzhandel erfolgte.
Ab 1878 stand Bosnien-Herzegowina drei Jahrzehnte unter österreichisch-ungarischer Okkupation, ehe es 1908 annektiert und somit für die nächsten zehn Jahre auch formal ein Teil der Habsburgermonarchie wurde. In Bosnien lebten rund 600.000 Muslime, in der österreichischen Reichshälfte 1281 Muslime (davon 889 in Wien). Bereits vor 1878 waren auch einzelne Österreicher zum Islam konvertiert (z. B. Franz von Werner).
Mitte der 1890er kamen erste muslimische Studenten aus Bosnien-Herzegowina nach Wien zum Studieren. Infolge von Protesten gegen die österreich-ungarische Bosnienpolitik (insbesondere Religionspolitik) gründeten muslimische Studenten 1904 in Wien den Islamitisch akademischen Verein „Zvijezda“, den ersten muslimischen Verein in Österreich. Innere Streitigkeiten führten 1907 zur Gründung des Vereins der fortschrittlichen islamitischen akademischen Jugend „Svijest“ und 1914 des Klubs der muslimischen Akademiker aus Bosnien-Herzegowina in Wien.
1912 wurde das Islamgesetz erlassen, welches den Islam nach der hanafitischen Rechtsschule (im Gesetz: „nach hanafitischen Ritus“) als Religionsgesellschaft anerkannte und den Muslimen Selbstbestimmung zusicherte. In der k.-u.-k.-Armee waren Imame zur Betreuung muslimischer (bosnischer) Soldaten tätig. Die Anerkennung ging einerseits auf Initiative des Vereins „Svijest“ zurück, der Ende 1908 ein Aktionskomitee zur Erlangung der Anerkennung des Islam in Österreich ins Leben rief. Sie ist aber auch in dem Kontext zu sehen, dass sich Österreich-Ungarn im die Annexionskrise beendenden Annexionsprotokoll (1909) gegenüber dem Osmanischen Reich zur religiösen Gleichstellung der bosnischen Muslime verpflichtete.

### Republik
Während der Zeit der ersten Republik dürften nur einige hundert, kaum organisierte Muslime in Österreich gelebt haben. Von 1932 bis 1939 bestand in Wien der sogenannte „Islamische Kulturbund“, während des Zweiten Weltkriegs eine im Vereinsregister eingetragene „Islamische Gemeinschaft zu Wien“, aus der 1945 die „Moslemische religiöse Gemeinschaft Salzburg“ hervorging, die in der US-Besatzungszone ca. 1000 muslimische Flüchtlinge (displaced persons) religiös betreute. 1951 entstand in Salzburg aus dieser wiederum der „Verein der Muslims Österreichs“, der sich ausschließlich religiösen, kulturellen, sozialen und karitativen Aufgaben widmete. In der Zeit vom Ende des Zweiten Weltkriegs bis 1960 kamen zahlreiche Muslime als Gastarbeiter und Flüchtlinge nach Österreich. 1964 hielten sich geschätzte 8.000 Personen islamischen Glaubens in Österreich auf.
Ab 1971 bemühte sich der 1962 gegründete Verein Moslemischer Sozialdienst um die Reaktivierung des Gesetzes. 1979 konstituierte sich die Islamische Glaubensgemeinschaft in Österreich (IGGiÖ) als gesetzlich anerkannte Religionsgesellschaft. Im selben Jahr wurde die 1977 fertiggestellte erste repräsentative Moschee Österreichs in Floridsdorf (Wien) eröffnet, die größtenteils vom saudi-arabischen König Faisal ibn Abd al-Aziz finanziert wurde.
Seit 1983 führt die IGGiÖ für alle muslimischen Schüler in Österreich islamischen Religionsunterricht durch, in den letzten zehn Jahren entstanden auch islamische Kindergärten und Schulen, die nach dem österreichischen Lehrplan unterrichten und zusätzlichen Religionsunterricht auf freiwilliger Basis anbieten.
Ab 2009 wurde der Alleinvertretungsanspruch der IGGiÖ offen in Frage gestellt. Mehrere schiitische und alevitische Vereine bemühten sich ebenfalls um eine Anerkennung als eingetragene Religionsgemeinschaft, was die Republik zunächst ablehnte. Im Dezember 2010 urteilte der Verfassungsgerichtshof, dass es mehrere islamische Religionsgemeinschaften geben dürfe. Daraufhin wurde die Islamische Alevitische Glaubensgemeinschaft in Österreich (seit 2015 Alevitische Glaubensgemeinschaft in Österreich) zunächst als Bekenntnisgemeinschaft eingetragen und 2013 als Religionsgesellschaft anerkannt. Die Islamische-Schiitische Glaubensgemeinschaft in Österreich wurde im März 2013 als Bekenntnisgemeinschaft eingetragen und verklagte die IGGiÖ im Juni 2014 auf Unterlassung von Äußerungen, dass sie alle Muslime vertrete.

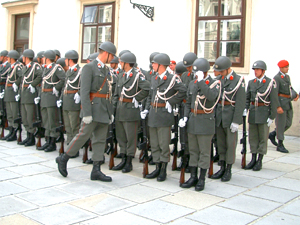
2008 stellten Muslime 40 Prozent des österreichischen Gardebataillons

Anfang Juni 2009 waren mehr als 800 Soldaten der Garde des Österreichischen Bundesheeres Muslime, in der Wiener Maria-Theresien-Kaserne gibt es für sie seit 2004 einen eigenen Gebetsraum. (Bereits Anfang Februar 2008 waren über 40 Prozent des Gardebataillons Muslime).
Im Jahr 2012 feierte die IGGiÖ das 100-jährige Jubiläum des Islamgesetzes in Österreich. Diesem 1912 verfassten und als einzigartig in Europa geltenden Gesetz zur rechtlichen Anerkennung des Islam in Österreich widmeten 2012 viele (vor allem muslimische) Verbände ein besonderes Programm. Ein Höhepunkt war ein Festakt im Wiener Rathaus; ein anderer eine große offizielle Feier im Islamischen Zentrum Wien.
Am 30. März 2015 wurde das Islamgesetz 2015 erlassen (BGBl. I Nr. 39/2015). Mit seinem Inkrafttreten tritt das Islamgesetz von 1912 außer Kraft. Das Gesetz legt unter anderem fest, dass islamische Glaubensgemeinschaften nicht mehr dauerhaft aus dem Ausland finanziert werden dürfen (§ 6 Abs. 2). Während der Präsident der IGGiÖ, Fuat Sanaç, das Gesetz begrüßte, wurde es innerhalb der Glaubensgemeinschaft kritisiert. Für die religiöse Betreuung kommen nur Personen in Betracht, die aufgrund ihrer Ausbildung und ihres Lebensmittelpunktes in Österreich fachlich und persönlich dafür geeignet sind (§ 11 Abs. 2). Ab 2016 sieht der Bund bis zu sechs Stellen Lehrpersonal für die theologische Forschung und Lehre und für die wissenschaftliche Heranbildung des geistlichen Nachwuchses islamischer Religionsgesellschaften an der Universität Wien vor (§ 24 Abs. 1).
2017 hat eine Überprüfung der Moscheenvereine nach Aussage des im Kanzleramt angesiedelten Kultusamts bei bis zu 60 islamischen Imamen Verdachtsfälle und Anhaltspunkte von verbotener Auslandsfinanzierung ergeben.
Anfang Juni 2018 gab Bundeskanzler Sebastian Kurz bekannt, sieben Moscheen schließen und die Ausweisung zahlreicher Imame aufgrund verbotener Auslandsfinanzierung prüfen zu lassen. Der türkische Staatspräsident Recep Tayyip Erdoğan kritisierte die Maßnahmen scharf und erklärte, diese würden die Welt in Richtung eines „Krieges zwischen Kreuz und Halbmond“ führen. „Denken Sie, wir werden nicht reagieren, wenn Sie so etwas tun?“, fügte er hinzu. Mit Stand Oktober 2018 konnten die Behörden lediglich eine Ausweisung durchsetzen, zwei weitere aus dem Ausland finanzierte Imame reisten freiwillig aus. Zur Auflösung der Arabischen Kultusgemeinde ist ein Gerichtsverfahren anhängig, die siebente betroffene Moschee hat einen neuen Betreiberverein gegründet. Am 21. April 2021 wurde der Bescheid des Kultusamts, mit dem der Arabischen Kultusgemeinde die Rechtspersönlichkeit entzogen hatte, vom Verwaltungsgericht Wien aufgehoben.

### Demografische Entwicklung
| Muslime in Österreich |           |         |        |
| Jahr                  | Ges.-Bev. | Muslime | Anteil |
| 1971                  | 7.491.526 | 22.267  | 0,3 %  |
| 1981                  | 7.555.338 | 76.939  | 1,0 %  |
| 1991                  | 7.795.786 | 158.776 | 2,0 %  |
| 2001                  | 8.032.926 | 338.988 | 4,2 %  |
| 2009                  | 8.355.260 | 515.914 | 6,2 %  |
| 2016                  | 8.700.000 | 700.000 | 8,0 %  |

Die Zahl der Muslime erhöhte sich stark zwischen 1971 (ca. 23.000 Personen, 0,3 % Bevölkerungsanteil, 16.423 türkische Staatsbürger) und 1981 (76.939 Muslime, ca. 1 % Bevölkerungsanteil, erste Muslime gesondert erfassende Volkszählung).
1991 hatte die Volkszählung 158.776 Muslime (2 % an der Gesamtbevölkerung) ausgewiesen, bei der Volkszählung im Jahr 2001 wurden 338.998 Muslime in Österreich registriert.
2001 war die weiterhin größte Gruppe unter den in Österreich lebenden Muslime jene mit türkischer Staatsbürgerschaft (123.000), gefolgt von den Österreichern (96.000, 28 Prozent), Bosniern (64.628), Jugoslawen (ex-jugoslawische Serben, Kroaten und Slowenen 21.594), Mazedoniern (10.969) und Iranern (3.774). Die meisten arabischen Muslime kommen aus Ägypten (3.541) und Tunesien (1.065).
Nach Schätzung der Islamischen Glaubensgemeinschaft – nach 2001 wurde die Religionszugehörigkeit in Österreich nicht mehr amtlich-statistisch erfasst, und die islamischen Glaubensgemeinschaften haben keine exakten Daten aller Gruppen – leben 2006 zwischen 390.000 und 400.000 Muslime (Bevölkerungsanteil von 4,9 %) in Österreich. Der Fischer Weltalmanach ging 2009 von zumindest 4,2 % Muslimen aus.
Nach übereinstimmenden Schätzungen von Innenministerium und Österreichischem Integrationsfonds lebten Anfang 2017 rund 700.000 Moslems in Österreich. Die Zahl stieg vor allem durch Migranten, Geburten sowie Flüchtlinge aus dem arabischen Raum stark.
Das Vienna Institute of Demography der Österreichischen Akademie der Wissenschaften entwarf 2017 verschiedene Szenarien für den zukünftigen Anteil der Religionen in Österreich. Für das Jahr 2046 wurde je nach Szenario ein Bevölkerungsanteil von 12 bis 21 % Muslimen errechnet, jener der Angehörigen der römisch-katholischen Kirche würde von 75 % im Jahr 2001 auf unter 50 % sinken und jener der Menschen ohne Religionsbekenntnis auf bis zu 28 % steigen.

## Wertvorstellungen
Im Mai 2006 wurde die sogenannte „Prokop-Studie“, benannt nach der damaligen Innenministerin Liese Prokop, veröffentlicht. Bei der Präsentation sagte Prokop, dass 45 Prozent der Muslime in Österreich „integrationsunwillig“ seien, was jedoch nach Meinung der Gesellschaft für Soziologie (ÖGS) durch die Studie nicht gedeckt war.
2007 rief der Wiener Imam Adnan Ibrahim zum Dschihad gegen Israel und die USA auf. Laut Wiener Zeitung befassten sich rund 90 Prozent seiner Freitagsgebete mit politischen Themen. Auch soll der Imam, der an der Islamischen Religionspädagogischen Akademie (IRPA) angehende Islamlehrer ausbildete, beim Freitagsgebet Papst Benedikt XVI. den Tod gewünscht haben. Die deutsche Islamexpertin Hildegard Becker meinte, der in der Öffentlichkeit als liberal geltende Wiener Imam habe auf Deutsch zum Dialog aufgerufen, auf Arabisch jedoch den Dschihad gepredigt.
34,6 % der österreichischen Muslime haben laut einer wissenschaftlichen Studie von Ednan Aslan 2017 „hochfundamentalistische“ Einstellungen.
Ein am Wissenschaftszentrum Berlin für Sozialforschung (WZB) 2013 durchgeführte Six Country Immigrant Integration Comparative Survey ergab, dass 73,1 % der Muslime in Österreich die Regeln des Korans für wichtiger halten als die österreichischen Gesetze. 70,8 % gaben an, keine Homosexuelle in ihrem Freundeskreis zu dulden. 64,1 % der Muslime in Österreich waren der Meinung, den Juden wäre nicht zu trauen.
Die Ideologie der Millî-Görüş-nahen Moscheen, deren Koordination von der Islamischen Föderation (IFW) wahrgenommen wird, ist „islamistisch im Sinne einer Islamisierung sämtlicher Lebensbereiche.“

## Islamische Organisationen in Österreich
Jenseits der IGGiÖ als Körperschaft öffentlichen Rechts findet das eigentliche religiöse Leben vorwiegend in den Moscheevereinen statt, die meist entlang ethnischer Linien organisiert sind. Die türkischen Verbände sind in ihrer Mehrheit Ableger der gesamteuropäischen Organisationen, die ihren Sitz in Deutschland haben.

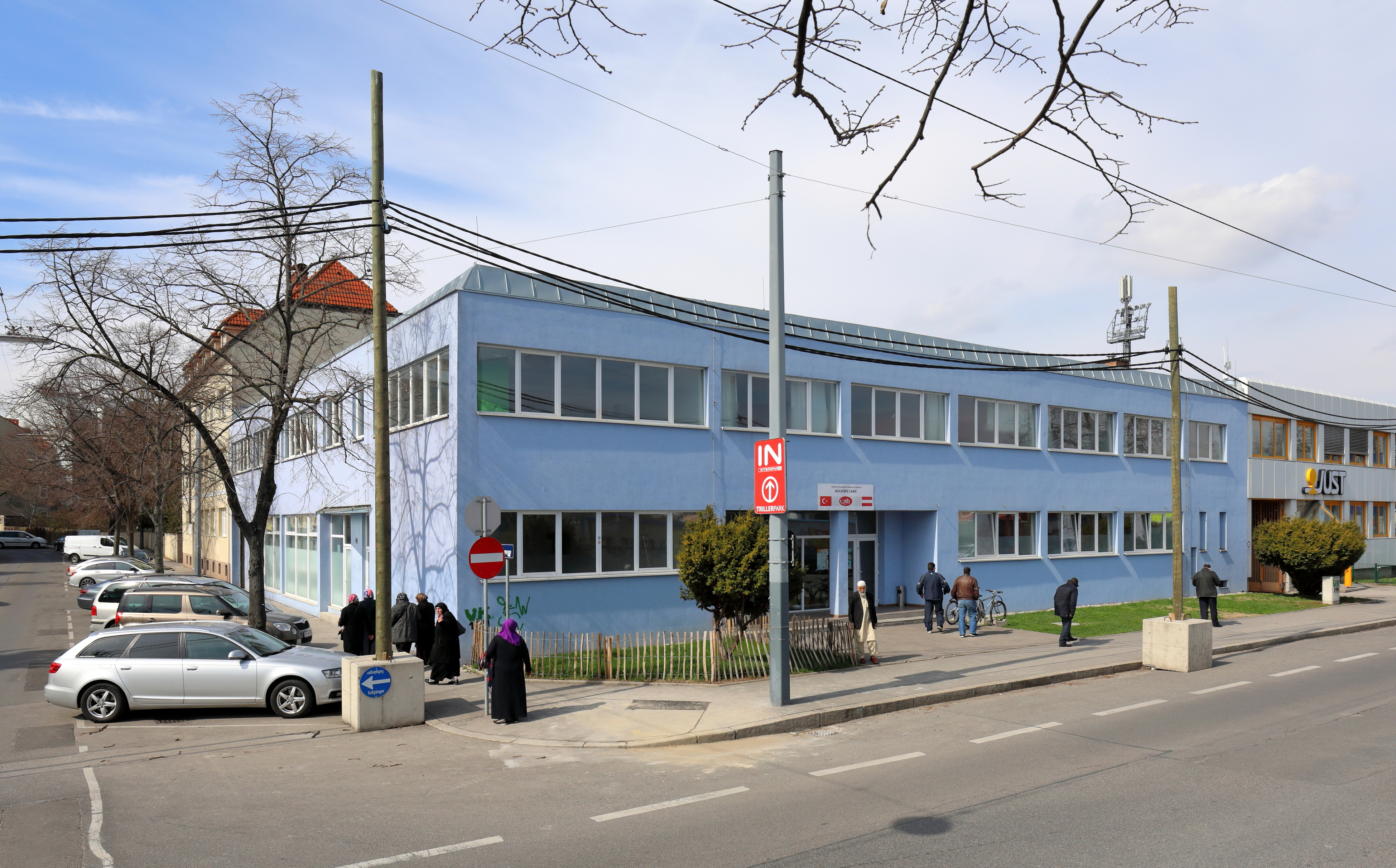
Türkisches Kulturzentrum „Rappgasse“ in Wien-Floridsdorf der ATIB Union

- Die Islamische Glaubensgemeinschaft in Österreich war bis 2010 die offizielle Vertretung aller Muslime und ist eine Körperschaft öffentlichen Rechts. Ehemalige Funktionäre der IGGiÖ haben sich in der Initiative Muslimischer Österreicher[45] (IMÖ) zusammengeschlossen. Die von der IGGiÖ angestellten Islamlehrer sind teils Mitglieder im mittlerweile aufgelösten Muslimischen Lehrerverein (MLV).[46]

- Der Jugendrat der Islamischen Glaubensgemeinschaft in Österreich (JIGGiÖ), ist die offizielle, einzige und nationale Jugendorganisation der Islamischen Glaubensgemeinschaft in Österreich und vertritt diese in ihren Jugendangelegenheiten. Sie wird vom gewählten Jugendreferenten im Obersten Rat der IGGiÖ geleitet, welcher zugleich der Vorsitzende des Jugendrates der IGGiÖ ist[47].

- Die Muslimische Jugend Österreich (MJÖ) ist eine deutschsprachige muslimische Jugendorganisation der zweiten und dritten Generation von Muslimen und Musliminnen in Österreich. Sie ist Mitglied der Bundesjugendvertretung (BJV) und wird vom Bundesministerium für Familien und Jugend unterstützt. Sie wurde 1996 gegründet und hat seit 2005 die Partnerorganisationen „Junge Musliminnen Österreich“ (JMÖ) für die Frauen und „Muslimische PfadfinderInnen Österreich“ (MPÖ) für die 8- bis 14-Jährigen.

- Die Liga Kultur organisiert arabischsprachige Muslime, die der Muslimbruderschaft nahestehen. Laut Handbuch des politischen Islam[48] ist sie Gründungsmitglied der „Föderation islamischer Organisationen in Europa“ FIOE, einem von Organisationen der Muslimbruderschaft getragenen Dachverband. Die Liga Kultur verfügt über mehrere Funktionäre über Einfluss auf die IGGiÖ.

- Die Türkisch-islamische Union für kulturelle und soziale Zusammenarbeit in Österreich (ATİB)[49] ist nach eigener Angabe mit 75.000 Mitgliedern mit Abstand der größte Verband von Muslimen in Österreich und verwaltet ca. 60 Gebetsstätten. Die ATIB steht der türkischen Behörde für Religionsangelegenheiten (Diyanet) nahe, der Vorsitzende der ATIB ist Botschaftsrat an der türkischen Botschaft und die Imame an den ATIB-Moscheen werden von der türkischen Regierung ausgebildet und bezahlt. Nach Angaben ihres Vorsitzenden Harun Özdemirci im Jahr 2007 ist die ATIB kein Mitglied der IGGiÖ. Die ATIB steht der IGGiÖ kritisch gegenüber, da diese nur eine kleine Minderheit der Muslime in Österreich vertrete.[50] ist die ATIB Mitglied im Beirat der IGGiÖ.[51]

- Islamische Föderation Wien (IFW) ist eine der größten islamischen Vereinigungen in Österreich mit 32[52] bis über 60 Moscheen.[53] Sie wurde 1988 als Dachverband gegründet und gehört zur Millî-Görüş-Bewegung, die der fundamentalistischen Saadet Partisi Necmattin Erbakans nahesteht. Sie arbeitet mit der IGGiÖ zusammen.[54] Niederösterreichische Mitglieder der Islamischen Föderation prägen auch die Landtagsliste „Liste für unser Niederösterreich“ (LNÖ) und die Arbeiterkammerliste Perspektive.[55] Ein wichtiger Mitgliedsverein ist die Islamische Föderation Wien[56] (IFW), die auch die Publikation Dewa[57] herausgibt. Es gibt auch eine Frauenabteilung der IFW, eine Jugendföderation[58] und die ihr nahestehende Interkulturelle Studentenvereinigung (ISV).[59]

- Die türkisch geprägte Union islamischer Kulturzentren (UIKZ)[60] wurde 1980 gegründet und verfügte im Jahr 2003 über 34 Gemeinden.[40] Sie ist von einer eher mystischen Auslegung des Islam geprägt und ist eng verbunden mit dem VIKZ in Deutschland. Die Organisation tritt im Westen Österreichs unter dem in Deutschland üblichen Namen VIKZ auf[48]. Sie gilt als religiöse Lernbewegung in der Tradition von Süleyman Hilmi Tunahan. Schwerpunkt der Verbandsarbeit in Österreich ist die religiösen Erziehungstätigkeit, wobei die klassische Ausbildung, also die Beherrschung der arabischen Sprache und eine fundierte islamischen Theologie, eine zentrale Rolle einnimmt.

- Die Ülkücüler bzw. die Dachorganisation der Türkischen Kultur- und Sportgemeinschaft in Österreich (ADÜTF) steht an sich der rechtsextremen Türkischen Partei MHP nahe, deren Jugendorganisation „Graue Wölfe“ in den 1970er- und 1980er-Jahren für Anschläge auf Kurden, Linke und Demokraten verantwortlich war. In Österreich organisiert die Dachorganisation jedoch eine Reihe von Gebetsstätten und gehört zu den großen islamischen Dachverbänden.

- Die Avusturya Nizam-e Âlem sind ein kleiner Dachverband mit Gruppen in Wien und Vorarlberg. Nizam-e Âlem stehen einer islamistischen Abspaltung der MHP, der Büyük Birlik Partisi (BBP) nahe.[48]

- Die Kaplancılar verfügen über keine offizielle Organisation mehr, jedoch über eine Gruppe von Anhängern in Vorarlberg.[48]

- Der Dachverband der Bosniaken in Österreich verwaltete im Jahr 2016 österreichweit 23 Gebetsstätten. Darüber hinaus gibt es vor allem im Großraum Wien mehrere unabhängige bosnische Moscheen.[61]

- Die Aleviten, nach eigenen Angaben in Österreich 60.000 Menschen, nehmen an den Aktivitäten der islamischen Glaubensgemeinschaft nicht teil, da sie mit der sunnitischen Glaubensgemeinschaft große Differenzen haben.[62] Der Status als eigenständige Glaubensgemeinschaft wird ihnen in der Türkei verwehrt.
  - Ende 2010 wurde die Islamische Alevitische Glaubensgemeinschaft in Österreich (IAGÖ) als Bekenntnisgemeinschaft anerkannt. Sie sieht sich als eine Richtung des Islam und vertritt etwa 7.000 Menschen.[62]
  - Die verbliebene Föderation der Aleviten Gemeinden in Österreich (AABF) sieht sich gegenüber dem Islam als eigenständig. Ihr in den Lehren fast wortgleicher Antrag wurde wegen leicht späterer Einbringung abgewiesen. Sie vertritt nun etwa 5.000 Menschen.[62]
  - Seit August 2013 ist die Alt-Alevitische Glaubensgemeinschaft in Österreich (AAGÖ) als eigenständige religiöse Bekenntnisgemeinschaft anerkannt. Dabei handelt es sich um PKK-nahe Aleviten aus Dersim, die sich als eigenständige, vorislamische Glaubensgemeinschaft verstehen.

- Schiiten Vereinigung Ahl-ul Bayt – Die Schiiten, deren Anteil auf 3 bis 10 % der Muslime geschätzt wird[63], fühlen sich durch die Glaubensgemeinschaft nicht angemessen vertreten. Nach sehr scharfer öffentlicher Kritik[64] wurde klargestellt, dass schiitische Religionslehrer im Dienste der IGGiÖ unterrichten und auch schiitische Schüler regelmäßig den an öffentlichen Schulen angebotenen Religionsunterricht besuchen.  gibt es auch eine Reihe von Abmeldungen schiitischer Kinder vom Religionsunterricht und Beschwerden über antischiitische Hetze durch sunnitische Religionslehrer.

- Seit März 2013 ist die Islamische-Schiitische Glaubensgemeinschaft in Österreich (Schia) als eigenständige religiöse Bekenntnisgemeinschaft anerkannt. Dabei handelt es sich um eine an der traditionellen Hawza 'Ilmiyya in Najaf orientierte schiitische Glaubensgemeinschaft, die sich im Gegensatz zur Schiiten Vereinigung Ahl-ul Bayt von der Islamischen Republik Iran distanziert.

- Die Ahmadiyya Muslim Gemeinde zählt in Österreich weniger als 100 Mitglieder, verfügt in Wien aber über einen Gebetsraum. Sie sind nicht in der offiziellen IGGiÖ vertreten und werden von Imam Munir Ahmed Munwar betreut.

## Moscheen und islamische Gebetsräume

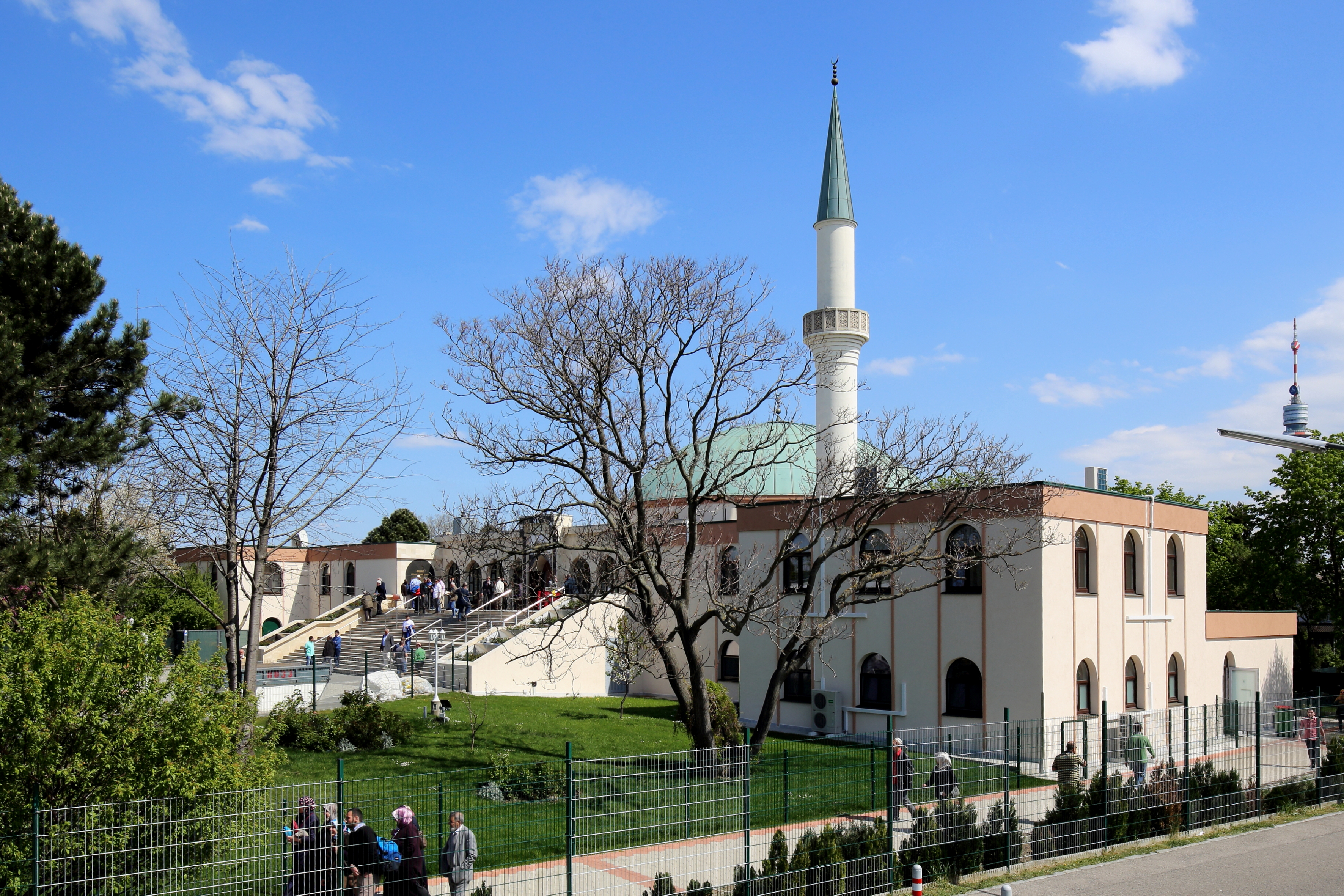
Islamisches Zentrum Wien

In Österreich bestanden im Jahr 2017 mehr als 400 Gebetsräume und Moscheen. In der Regel handelt es sich dabei um einfache Gebetsräume, die in Wohnungen oder ehemaligen Lager- bzw. Fabrikhallen untergebracht sind. Zugleich gibt es drei Moscheen in Österreich mit Minaretten.
Die Länder Kärnten und Vorarlberg versuchen durch Gesetzesänderungen 2008 den Bau von Moscheen einzuschränken oder zu verhindern.